# Can Sert
Can Sert és una masia del barri de Vallcarca i els Penitents del districte de Gràcia de Barcelona, catalogada com a bé cultural d'interès local.

## Història

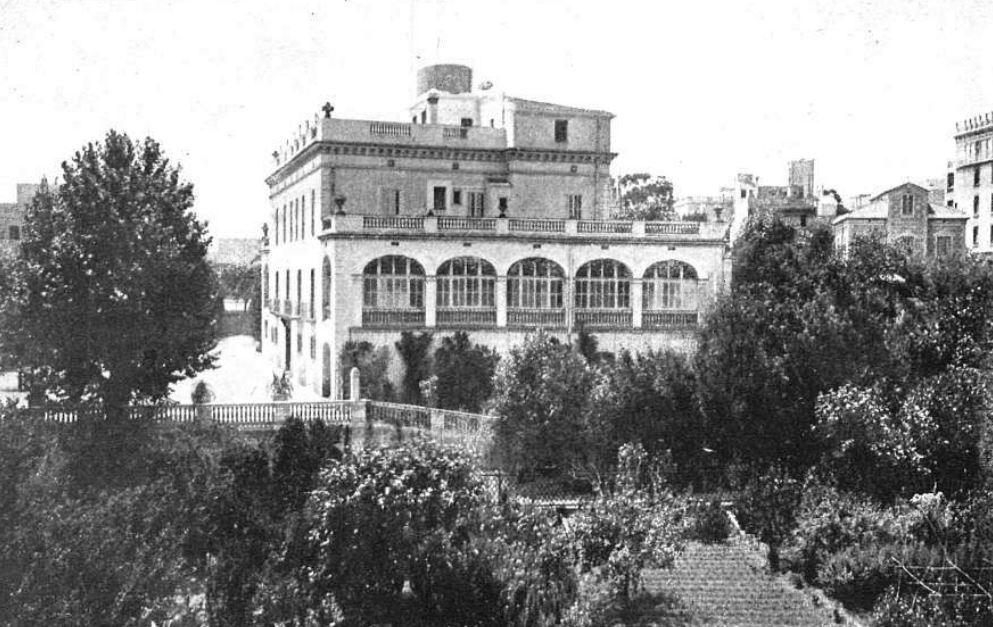
Any 1911

Va pertànyer als Sert, fabricants tèxtils, que el 1890 la van convertir en el Refugi d'Obreres, regentat per monges, i que inicialment acollia treballadores jubilades de la seva fàbrica.

## Descripció
En un principi tingué una gran extensió de terres de conreus. Avui resta un sector enjardinat i part de l'antiga horta és ocupada per un pàrking públic.
La casa té planta baixa i dos pisos. La façana principal és llisa, amb moltes balconades i finestres. En un dels laterals hi ha una galeria porxada que abasta dos pisos i golfes. Els murs exteriors estan arrebossats imitant carreus regulars. La casa del canonge i director de l'asil de finals de segle xix és un annexe de la residència.